# مریون استیشن (پنسیلوانیا)
مریون استیشن (به انگلیسی: Merion Station) یک منطقهٔ مسکونی در ایالات متحده آمریکا است که در پنسیلوانیا واقع شده‌است.